# 斯捷潘納萬

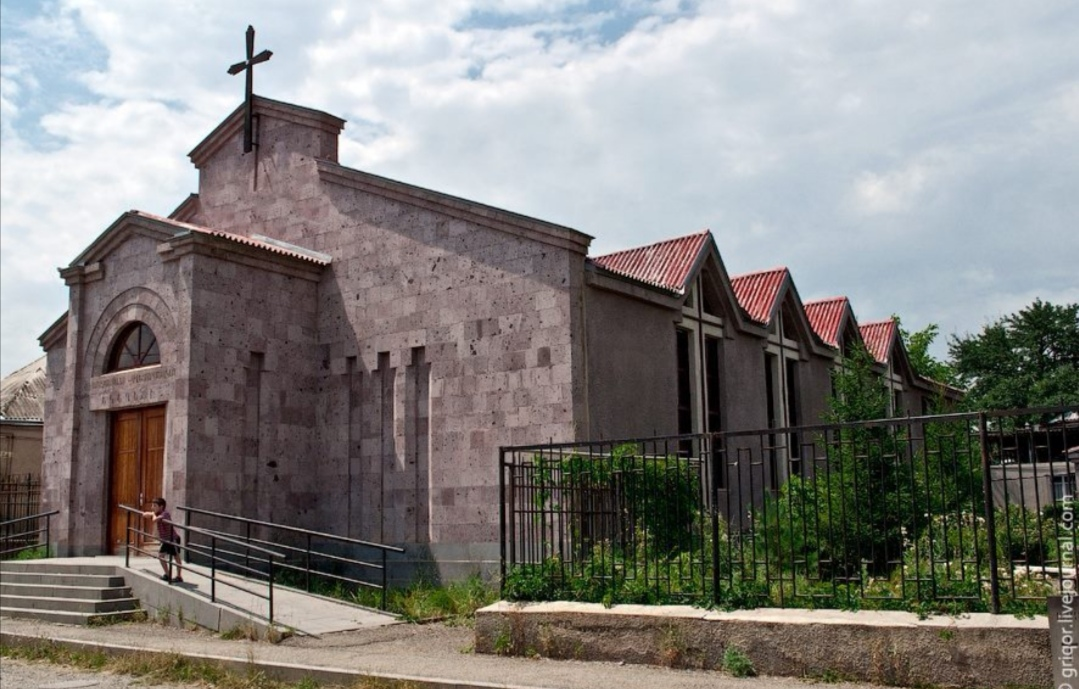
教堂

斯捷潘納萬（Stepanavan）是亞美尼亞北部洛里州的城市，距離首都葉里溫139公里，面積17平方公里，海拔高度1,375米，每年平均降雨量683毫米，2009年人口16,200。

## 外部連結
- World Gazeteer: Armenia – World-Gazetteer.com

41°00′27″N 44°23′12″E / 41.0075°N 44.3867°E